# 颱風安比 (2024年)
颱風安比（英語：Typhoon Ampil，國際編號：2407，聯合颱風警報中心：WP082024）是2024年太平洋颱風季第7個被命名的風暴。「安比」一名由柬埔寨所提供，即酸豆。

## 發展過程
8月3日，一個熱帶擾動在琉球群島東方海域生成，美國海軍研究實驗室給予擾動編號91W。
8月4日上午8時，日本氣象廳將其升格為熱帶低氣壓。
8月8日上午8時，日本氣象廳在天氣圖上短暫移除該系統。
8月11日上午8時，日本氣象廳再次將其升格為熱帶低氣壓 。
8月12日上午8時，日本氣象廳對其發布烈風警報。同時，台灣中央氣象署將其升格為熱帶低氣壓，給予編號TD08。下午3時，聯合颱風警報中心將其評級提升「高」，並對其發佈熱帶氣旋形成警報。晚上8時，聯合颱風警報中心將其升格為熱帶低氣壓，給予熱帶氣旋編號08W。
8月13日凌晨2時，日本氣象廳將其升格為熱帶風暴，給予國際編號2407，並命名「安比」。同時，香港天文台將其升格為熱帶低氣壓。同時，台灣中央氣象署將其升格為輕度颱風。上午8時，香港天文台將其升格為熱帶風暴。下午2時，日本氣象廳將其升格為強烈熱帶風暴。晚上8時，香港天文台將其升格為強烈熱帶風暴。
8月14日晚上8時，聯合颱風警報中心將其升格為颱風。
8月15日上午8時，日本氣象廳和香港天文台將其升格為颱風。同時，台灣中央氣象署將其升格為中度颱風。晚上8時，日本氣象廳將其升格為強烈颱風。
8月16日凌晨2時，香港天文台將其升格為強颱風。
8月17日上午8時，香港天文台將其降格為颱風。上午11時，日本氣象廳將其降格為颱風。
8月18日上午8時，聯合颱風警報中心將其降格為熱帶風暴。同時，台灣中央氣象署將其降格為輕度颱風。
8月19日上午8時，日本氣象廳表示安比已轉化為溫帶氣旋。

## 影響

### 日本
當地發布之最高風力警報：暴风警报
日本氣象廳發出暴風警報，日本大量航班和新干线临时停运。东京都、神奈川县、千叶县等地有人员受伤。东京首都圈各大城市狂风暴雨。福岛县和宫城县当地32万名居民被临时疏散。

## 外部連結
| 太平洋颱風季             |
| 主題頁 - 專題 - 編輯指南 |

- （英文）颱風2000：各氣象部門對安比的預測路徑集合 （页面存档备份，存于）
- （日語）日本氣象廳首頁 （页面存档备份，存于）
- （英文）聯合颱風警報中心首頁 （页面存档备份，存于）
- （简体中文）中國國家氣象中心首頁 （页面存档备份，存于）
- （繁體中文）臺灣中央氣象署首頁 （页面存档备份，存于）
- （繁體中文）香港天文台首頁 （页面存档备份，存于）
- （繁體中文）澳門地球物理氣象局首頁 （页面存档备份，存于）
- （英文）菲律賓大氣地球物理和天文管理局 惡劣天氣公告 （页面存档备份，存于）
- （泰文）泰國氣象局首頁 （页面存档备份，存于）